# Scottish Third Division 2001-2002
La Scottish Third Division 2001-2002 è stata l'8ª edizione del torneo e ha rappresentato la quarta categoria del calcio scozzese.

## Squadre partecipanti
| Squadra            | Città      | Stadio              | Stagione precedente                             |
| ------------------ | ---------- | ------------------- | ----------------------------------------------- |
| Albion Rovers      | Coatbridge | Cliftonhill Stadium | 7º posto                                        |
| Brechin City       | Brechin    | Glebe Park          | 3º posto                                        |
| Dumbarton          | Dumbarton  | Boghead Park        | 6º posto                                        |
| East Fife          | Methil     | Bayview Stadium     | 4º posto                                        |
| East Stirlingshire | Falkirk    | Firs Park           | 8º posto                                        |
| Elgin City         | Elgin      | Borough Briggs      | 10º posto                                       |
| Montrose           | Montrose   | Links Park          | 9º posto                                        |
| Peterhead          | Peterhead  | Balmoor Stadium     | 5º posto                                        |
| Queen's Park       | Glasgow    | Hampden Park        | 9º posto in Scottish Second Division 2000-2001  |
| Stirling Albion    | Stirling   | Forthbank Stadium   | 10º posto in Scottish Second Division 2000-2001 |

## Classifica finale
|  | Pos. | Squadra            | Pt | G  | V  | N  | P  | GF | GS | DR  |
|  | ---- | ------------------ | -- | -- | -- | -- | -- | -- | -- | --- |
|  | 1.   | Brechin City       | 73 | 36 | 22 | 7  | 7  | 67 | 38 | +29 |
|  | 2.   | Dumbarton          | 61 | 36 | 18 | 7  | 11 | 59 | 48 | +11 |
|  | 3.   | Albion Rovers      | 59 | 36 | 16 | 11 | 9  | 51 | 42 | +9  |
|  | 4.   | Peterhead          | 56 | 36 | 17 | 5  | 14 | 63 | 52 | +11 |
|  | 5.   | Montrose           | 55 | 36 | 16 | 7  | 13 | 43 | 39 | +4  |
|  | 6.   | Elgin City         | 47 | 36 | 13 | 8  | 15 | 45 | 47 | −2  |
|  | 7.   | East Stirlingshire | 40 | 36 | 12 | 4  | 20 | 51 | 58 | −7  |
|  | 8.   | East Fife          | 40 | 36 | 11 | 7  | 18 | 39 | 56 | −17 |
|  | 9.   | Stirling Albion    | 37 | 36 | 9  | 10 | 17 | 45 | 68 | −23 |
|  | 10.  | Queen's Park       | 35 | 36 | 9  | 8  | 19 | 38 | 53 | −15 |

Legenda:

      Campione di Third Division e promossa in Second Division
      Promossa in Second Division
Note:

Tre punti a vittoria, uno a pareggio, zero a sconfitta.